# Skaveröd
Skaveröd är en småort i Skredsviks socken i Uddevalla kommun i Västra Götalands län. Orten ligger delvis i Munkedals kommun.